# Jerry Lee's Greatest!
Jerry Lee's Greatest! är den amerikanska sångaren och pianisten Jerry Lee Lewis andra studioalbum, utgivet i december 1961. Albumet var Lewis andra och sista att ges ut på Sun Records trots hans långa tid på skivbolaget mellan 1956 och 1963.

## Låtlista
| 1. | "Money"              | Janie Bradford, Berry Gordy Jr. | 2:30 |
| 2. | "As Long As I Live"  | Dorsey Burnette                 | 2:25 |
| 3. | "Hillbilly Fever"    | George Vaughn                   | 2:05 |
| 4. | "Frankie and Johnny" | –                               | 2:30 |
| 5. | "Home"               | Roger Miller                    | 1:58 |
| 6. | "Hello, Hello Baby"  | –                               | 3:20 |

| 7.           | "Let's Talk About Us" | Otis Blackwell                       | 2:05  |
| 8.           | "What'd I Say"        | Ray Charles                          | 2:25  |
| 9.           | "Break-Up"            | Charlie Rich                         | 2:36  |
| 10.          | "Great Balls of Fire" | Otis Blackwell, Jack Hammer          | 1:50  |
| 11.          | "Cold, Cold Heart"    | Hank Williams                        | 3:02  |
| 12.          | "Hello Josephine"     | Antoine Domino Jr., Dave Bartholomew | 1:41  |
| Total längd: | Total längd:          | Total längd:                         | 28:27 |